# Dysmachus basalis
Dysmachus basalis là một loài ruồi trong họ Asilidae. Dysmachus basalis được Loew miêu tả năm 1848. Loài này phân bố ở vùng Cổ Bắc giới.